# James Young Simpson
James Young Simpson (Bathgate, Escocia, 7 de junio de 1811 - Edimburgo, 6 de mayo de 1870) fue un médico escocés y una figura importante en la historia de la medicina. Descubrió las propiedades anestésicas del cloroformo y lo introdujo, con éxito, para el uso médico general.
Simpson fue el primero en usar anestésico para ayudar a aliviar el dolor durante el parto. Tal práctica fue duramente combatida, pues algunos equivocadamente, interpretaban que era contra natura y contra la voluntad de Dios, ya que en el libro del Genesis se dice que el parto sería con dolor. El asunto solo fue superado cuando la Reina Victoria aceptó ser anestesiada con cloroformo por el médico John Snow, durante el parto del príncipe Leopoldo de Albany en 1853.
James Young Simpson, en la universidad de Edinburgh, comparó amputaciones en pacientes hospitalizados con no hospitalizados, y encontró una mayor tasa de mortalidad en los pacientes que permanecían en el hospital. Para caracterizar este hecho, usó el término hospitalismo, sugiriendo que el cuidado hospitalario podría conferir un riesgo de infecciones a sus pacientes.